# Голоринг
Голоринг (нім. Goloring) — стародавня земляна споруда (хендж) поблизу Кобленця на заході Німеччини. Створено в епоху бронзової доби культурою полів похоронних урн (1200—800 рр. до н. е.). Перебуває на території колишньої військової тренувальної бази для собак і зараз недоступний для відвідувачів, хоча планується відкриття історичного парку.

Голоринг складається з круглого рову діаметром 175 метрів із зовнішнім насипом, що збільшує діаметр до 190 метрів. Таким чином, Голоринг є хенджом (за межами Великобританії їх називають ще кільцевими канавами). Зовнішній насип має ширину близько 7 метрів і висоту близько 80 см. Ширина рову становить 5—6 метрів, а глибина близько 80 см. У внутрішній частині міститься майже кругла рівна платформа, піднята приблизно на 1 метр. Платформа була створена з кам'яного гравію, має діаметр близько 95 метрів. У центральній частині платформи археологи виявили останки дерев'яної палі завтовшки 50 см, висота якої за оцінками становила 8—12 метрів.

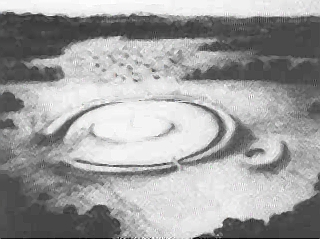
Голоринг: реконструкція
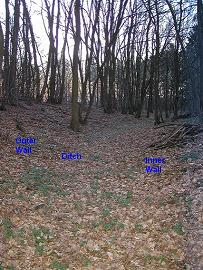
Сучасний стан

Планування рову — унікальне для Німеччини, і водночас нагадує низку британських пам'яток того ж часу, наприклад, Стоунхендж із подібними діаметричними пропорціями. Судячи з аналогічних пам'яток (напр., гозекське коло), у Центральній Європі 3000 років тому, мабуть, був поширений сонячний культ.